# Germán Cano
Germán Ezequiel Cano Recalde (Lomas de Zamora, 2 de janeiro de 1988) é um futebolista argentino que atua como centroavante. Atualmente defende o Fluminense.
Descrito como um atacante "letal" e exaltado por seu repertório de finalizações e posicionamento, é considerado um dos grandes jogadores do futebol brasileiro. É conhecido por comemorar seus gols fazendo o gesto de duas letras L com uma das mãos, em homenagem aos filhos, Lorenzo e Leonella.
Estreou no futebol profissional em 2008, pelo Lanús-ARG e passou por clubes do futebol argentino e paraguaio até ser contratado pelo Independiente Medellín-COL, em 2012, clube pelo qual marcou 54 gols em três temporadas. Em 2015, foi contratado pelo Pachuca-MEX, onde foi campeão da Liga dos Campeões da CONCACAF de 2016-17. Em 2018, retornou ao Independiente Medellín e se tornou o maior artilheiro da história do clube colombiano, com 128 gols.[carece de fontes?] Em 2020 foi contratado pelo Vasco da Gama, marcou 43 gols em dois anos e se tornou o segundo estrangeiro com mais gols marcados na história do clube.
Em 2022, foi contratado pelo Fluminense, clube onde alcançou as melhores marcas de sua carreira: marcou 44 gols, foi o quarto jogador com mais gols no mundo, quebrou o recorde de mais gols marcados em uma única temporada do futebol brasileiro desde 2008 e, na história do Fluminense, desde 1970. Marcou 26 gols no Campeonato Brasileiro de 2022 – o primeiro estrangeiro artilheiro do Brasileirão desde 1972 – recebeu duas Bolas de Prata (Melhor Atacante e Artilheiro) e quebrou o recorde de mais gols marcados em uma única edição do campeonato desde 2006. Também foi artilheiro e semifinalista da Copa do Brasil (5 gols) e campeão do Campeonato Carioca, marcando todos os três gols do Fluminense nos dois Fla-Flus das finais. Em 2023, foi campeão e artilheiro (13 gols) da Copa Libertadores da América, marcando um dos gols da final, e foi eleito Rei da América. Também foi bicampeão, artilheiro (16 gols) e escolhido o melhor jogador do Campeonato Carioca, marcando dois gols no Fla-Flu da final.
É considerado um dos grandes ídolos da história do Fluminense. No clube, é o segundo maior artilheiro do século XXI, o terceiro estrangeiro com mais gols na história e o maior artilheiro em jogos disputados no Novo Maracanã e pela Copa Libertadores da América.

## Carreira

### Início
Filho de uma dona de casa com um sapateiro, Germán Cano mudou-se constantemente na infância entre a cidade natal de Lomas de Zamora e as de Lanús e Ezeiza. Nesta, integrou o clube infantil Barrio del Plata, pelo qual, entre os 8 e 9 anos de idade, realizou amistoso contra a categoria infantil do Lanús, marcando quatro gols. Foi então logo convidado a ingressar testar-se nas categorias de base do Lanús, que também providenciou trabalho de servente à mãe. Cano formou-se na mesma camada de futuros ídolos lanusenses, também nascidos em 1988, casos de Lautaro Acosta, Sebastián Blanco e Agustín Marchesín. Começou a treinar no time principal quando ainda pertencia à categoria sub-16, chegando a participar de uma pré-temporada do time adulto quando era sub-17.
Em janeiro de 2004, ele foi chamado à seleção sub-17 da Argentina, integrando seletiva que também reuniu Diego Hernán González, Mauro Formica e Papu Gómez, dentre outros. Todavia, tardou mais tempo que colegas juvenis para ter oportunidades no Lanús, seja por não convencer totalmente os treinadores que passavam pela equipe adulta (Cano assumiria em 2020 que "eu mostrava mais atitude do que gols"), seja pela concorrência maior no setor - sobretudo com José Sand, maior artilheiro da história do clube  e que por ele jogou até os 43 anos, em 2023. Cano brincaria já em 2020 que Sand "fazia dois ou três gols por jogo e nunca queria ser substituído", mas pôde ser integrado definitivamente ao time adulto em 2007. Integrava as concentrações para todas as partidas, embora amargasse não ser relacionado sequer ao banco de reservas.
No segundo semestre de 2007, pelo Torneio Apertura, o Lanús, com os gols de Sand, foi campeão argentino pela primeira vez. Cano não chegou a entrar em campo, mas foi incluído entre os reservas para a partida contra o Gimnasia y Esgrima La Plata, pela penúltima rodada. Com isso, foi considerado campeão, recebendo medalha e participando dos festejos em La Bombonera ao fim da rodada final, contra o Boca Juniors; também recebeu a premiação financeira dada aos jogadores campeões, que inclusive lhe permitiu comprar o primeiro automóvel próprio.
Cano veio a enfim estrear pelo time adulto em 13 de fevereiro de 2008, jogando os minutos finais de duelo pela Copa Libertadores daquele ano, ao substituir Lautaro Acosta na vitória por 3-1 sobre o Danubio pela fase de grupos. Quatro dias depois, estreou no campeonato argentino, pela 2ª rodada do Clausura 2008, em derrota de 1-0 para o Huracán, no estádio Diego Armando Maradona, do Argentinos Juniors. Embora tenha sido titular, Cano continuou sem maiores oportunidades na sequência de sua trajetória no futebol argentino, só conseguindo uma vez permanecer todos os 90 minutos ao longo dos 24 jogos que pôde fazer pelo Lanús. Marcou duas vezes, ambas no próprio Clausura 2008: em derrota de 3-1 para o San Lorenzo (que, sem poder utilizar o Nuevo Gasómetro, alugara La Bombonera para a partida), pela 8ª rodada; e em derrota de 3-2 para o Vélez Sarsfield, pela 12ª rodada.
Com a falta de chances no Lanús, optou por rumar a outros clubes para poder jogar mais tempo, mas ainda assim igualmente tardou a ter sucesso. Em 2020, assim resumiu essa parte da carreira:
| “ | Com 22, 23 anos, inclusive treinando muito e jogando alguma coisa, achei que o melhor era sair, ir a outro canto, me destacar e ter mais minutos. E mais sequência. Imaginava que, com continuidade, os gols iam chegar. Pedi licença e fui ao Chacarita, recém-promovido. Pude fazer um gol no Racing e tive atuações muito interessantes. Mas jogava de meia porque o centroavante era Facundo Parra. Estava el Ruso Zielinski e depois chegou el Negro Gamboa, que depois me levou ao Colón. Mas perdemos duas partidas, o despediram, me deixaram de lado e colocaram os jovens do clube. Nesse tempo, me passaram mil coisas na cabeça. Sabia que as possibilidades estavam encurtando. Na Argentina, ligamos com meu representante a várias equipes e não me necessitavam porque se avalia o presente e meu presente no Colón era nulo. Quase nem joguei. Pensei que a único bom era poder sair do país. Na Argentina, não me queriam. Nunca me ocorreu deixar tudo, mas não me saía o planejado. Queria jogar na primeira divisão, não nas de acesso. Saiu alguma coisa fora, por seis meses. Buscava algo melhor no esportivo mais do que dinheiro. Começar do zero. Outra vez. Fui livre. Acertei com o Pereira, por pouco dinheiro e com incerteza. Outra cidade, outro país, não conhecíamos ninguém. 'Estou fazendo bem as coisas? Fiz bem em deixar minha família?', me dizia. Tinha que voltar a ser o Germán de antes, o que trabalhava, o que se esmerava. Vinha do Colón, sem jogar, com o ânimo no chão. Treinava toda a semana sabendo que aos domingos veria na arquibancada meus companheiros. Tinha que retomar o bom que insinuei ser no Lanús. Por isso cheguei ao time adulto. Era minha última possibilidade. Do contrário... ia trabalhar com meu pai se voltasse sem nada. | ” |

No Deportivo Pereira, ele passou pela insólita situação de disputar a artilharia do campeonato colombiano embora ao mesmo tempo amargasse o rebaixamento com o clube. Apesar do descenso, os gols chamaram a atenção do técnico argentino Javier Torrente, do Nacional de Assunção. Todavia, tal como no Colón, o treinador que o apadrinhara logo foi demitido após derrotas seguidas e o sucessor, Gustavo Morínigo, não levou Cano em consideração: sobre Morínigo e o insucesso no clube paraguaio, o atacante declararia em 2020 que "pelo menos, me disse na cara. Estive quase seis meses sem jogar. Ao fim e ao cabo, fiz quatro gols". Por outro lado, Cano seguia tendo imagem valorizada na Colômbia pelos gols pelo Pereira e foi contatado pelo Independiente Medellín em junho de 2012.

### Primeira etapa no Independiente Medellín.
Em 2012, foi contratado pelo Independiente Medellín e inicialmente permaneceu até 2014, enfim logrando continuidade e uma boa passagem individual e coletiva por um clube - tão logo chegou, foi artilheiro do campeonato colombiano, no Torneio Finalización 2012.
| “ | Era uma linda oportunidade, tinha como técnico el Bolillo Gómez. Era uma aposta muito boa. Incorporaram cinco, seis jogadores de renome. 'É aqui. É agora. Voltar a ser o do Pereira', pensei. O que me passou aí foi impressionante. A continuidade que aspirava apareceu em Medellín. Foram dois anos e meio incríveis em Medellín. Meti muitos gols entre 2012 e 2015. Aí apareceu a oferta do Pachuca e, somente aí, a grana alta. No DIM jogava todas as partidas, pude ter a continuidade buscada, marquei, classificamos a Copas internacionais. Me senti muito importante. O pessoal me queria. Desenvolvi toda a minha capacidade. A chance chegou no momento certo. Me senti valorizado. | ” |

Cano voltou a ser artilheiro da liga colombiana no Torneio Finalización 2014. No ano seguinte, rumou então ao Pachuca, primeiro clube que lhe rendeu uma remuneração mais vultosa no futebol.

### No futebol mexicano
O argentino teve um bom início no Pachuca, chegando às semifinais do campeonato mexicano. Porém, nelas rompeu os ligamentos do joelho, aos 20 minutos do duelo com o Querétaro, precisando ficar sete meses sem jogar. O dono do clube também era proprietário do León e deliberou em repassar o argentino a essa outra equipe. Nela, Cano também sobressaiu-se.
| “ | Estava em meu melhor momento. Cheguei em cima da hora na equipe e, sem conhecer meus companheiros, me saí bem. Por sorte, a cabeça estava OK, tomei com muita calma. Nesse ínterim, se decide que eu vá ao León, embora eu não quisesse. Pretendia seguir com os Tuzos para ter revanche. E no León me passou o mesmo, mas ao contrário: como estava indo muito bem, depois não queria voltar ao Pachuca. Ao fim, estiquei um pouco mais o empréstimo e regressei como queriam. | ” |

Em sua volta ao Pachuca, esteve no elenco terceiro colocado do Mundial de Clubes de 2017 e se julgava no auge da carreira, se surpreendendo com o sucesso ainda maior que viria ao acertar no fim daquele ano um regresso ao Independiente Medellín.

### Retorno ao Independiente Medellín
Em sua segunda passagem pelo Independiente Medellín, Germán virou ídolo de fato na Colômbia. O atacante tornou-se o maior artilheiro da história do clube, e em 2019 foi o segundo futebolista argentino que mais marcou gols, com 42 marcados, ficando atrás apenas de Lionel Messi, e estando a frente de Sérgio Agüero.
| “ | A verdade é que foi tudo um pouco louco. Saí do Pachuca no auge, com um terceiro lugar no Mundial de Clubes. Não esperava fazer tantos gols em Medellín. Como quarenta e poucos em um ano. Fazia em todas as partidas. Cheguei a 133, superando Grecco, outro argentino, que tinha 92. E em meu regresso comecei com uns 30 gols abaixo... não imaginava estar entre os melhores atacantes do planeta. | ” |

Entre as duas passagens pelo Independiente, Cano acumulou seis artilharias no campeonato colombiano e teve sua naturalização desejada publicamente por astros locais como Juan Quintero ("Juanfer é de Medellín e ia ao estádio quando podia", detalharia o argentino em 2020) e James Rodríguez ("incrivelmente, quis me conhecer e por parte de um amigo em comum me pediu a camiseta. Não podia acreditar. Me convidou a seu aniversário e me disse: 'goleador, tu vais jogar conosco'. 'Vais ter que me dar uma mão', lhe respondi") para que pudesse defender a seleção da Colômbia. As leis locais, contudo, exigiam residência no país ao longo dos seis meses de tramitação do procedimento de naturalização, estadia que acabou inviabilizada com o acerto do argentino com o Vasco da Gama.

### Vasco da Gama

#### 2020
No dia 27 de dezembro de 2019, Germán Cano foi anunciado como o primeiro reforço do Vasco da Gama para 2020. O registro do atleta na CBF, porém, foi adiado por conta de dívidas trabalhistas do Vasco com o jogador Jorge Henrique (quando de sua passagem pelo clube). Em 15 de janeiro, o clube entrou em acordo com Jorge Henrique para quitar a dívida; assim a CBF liberou o registro do atacante argentino.
O vice-presidente de Controladoria do Vasco da Gama, Adriano Mendes, entregou o cargo e acusou o presidente Campello de contratar Cano em meio a uma crise financeira do clube (que devia quatro meses de salários aos atletas e funcionários) e sem consultar seu departamento sobre a viabilidade financeira da contratação.
Logo em sua segunda partida pelo Vasco, Cano marcou o seu primeiro gol com a camisa cruzmaltina, no último lance da vitória sobre o Boavista por 1 a 0. Pela primeira fase da Copa Sul-Americana contra o Oriente Petrolero, Germán Cano marcou de letra o seu segundo gol com a camisa cruzmaltina, e que garantiu a vitória por 1 a 0. No jogo seguinte, Cano marcou o terceiro gol do Vasco contra a Portuguesa, pela Taça Guanabara. Em 12 de fevereiro, pelo terceiro jogo seguido, Cano marcou o gol da classificação do Vasco na Copa do Brasil, contra a equipe do Altos. Pela segunda fase da Copa do Brasil, Cano marcou o gol da vitória e da classificação contra o ABC, por 1 a 0.
Em 28 de junho, após três meses sem jogos devido à paralisação nas competições por conta da Pandemia do coronavírus, Cano teve uma atuação de destaque no Campeonato Carioca, marcando um hat-trick na vitória de 3 a 1 sobre o Macaé. No jogo seguinte, Cano marcou o gol da Vitória do Cruzmaltino sobre o Madureira, por 1 a 0, porém, não foi o suficiente para o Vasco se classificar para a próxima fase do Campeonato Carioca, e viu então seu time desclassificado.
Em 16 de agosto, Cano novamente foi decisivo, desta vez na 3ª rodada do Brasileirão, marcando os dois gols do Vasco na vitória de 2 a 1 contra o São Paulo. No jogo seguinte, contra o Ceará, Cano marcou o primeiro gol do Vasco na partida, que terminou com o placar de 3 a 0 a favor do Cruzmaltino.
Pela 8ª rodada do Brasileirão, quatro dias após ter marcado contra o Santos no Estádio Urbano Caldeira (Vila Belmiro), Cano marcou o gol da vitória do Vasco sobre o Athletico Paranaense, fazendo com que a FIFA o chamasse de máquina de gols.
Cano terminou a temporada com 24 gols em 51 jogos com uma média de gols de (0,47).

#### 2021
A expectativa em 2021 era que Cano aumentasse o seu volume de gols jogando na Série B, tecnicamente mais fraca, mas aconteceu o contrário. O atacante marcou apenas 11 vezes, terminando a temporada com um total de 19 gols – cinco a menos que na Série A. Cano encerrou a competição no topo da lista dos jogadores que mais desperdiçaram chances claras, e o Vasco não conseguiu a classificação para Série A. No total em 2021, o atacante atuou em 50 partidas, marcou 19 gols e deu duas assistências.
No dia 6 de dezembro, foi anunciada sua saída do Vasco da Gama. Ao todo, Cano atuou em 101 jogos, deu quatro assistências e marcou 43 gols pelo clube, sendo 13 pelo Campeonato Carioca, 14 pelo Brasileirão, três na Copa do Brasil, dois na Copa Sul-Americana e 11 na Série B. Este número o fez se tornar o maior goleador estrangeiro do clube no século XXI – considerando toda a história vascaína, o argentino aparece na segunda colocação entre os estrangeiros.

### Fluminense

#### 2022
No dia 27 de dezembro de 2021, Cano acertou com o Fluminense, tendo o contrato até 2023.
Em 26 de fevereiro, Germán Cano enfrentou seu ex-clube, Vasco da Gama, no estádio Nilton Santos, válido pelo Campeonato Carioca. No primeiro encontro contra o Vasco, Cano fez um gol e foi fundamental na vitória do Fluminense contra o Vasco.  Foi decisivo na reta final do Campeonato Carioca, na semifinal contra Botafogo, fazendo um gol aos 51 minutos do segundo tempo, o que classificaria o Fluminense à final da competição. Na final, enfrentou o arquirrival Flamengo, marcando dois gols na primeira partida e um gol na segunda partida, foi decisivo para levar o Fluminense ao seu 32° título de Campeonato Carioca.
No dia 20 de maio, Germán Cano foi condecorado como cidadão honorário aprovado pela ALERJ.
Em 26 de maio, fez seu primeiro hat-trick na histórica goleada por 10 a 1 em cima do Oriente Petrolero, em jogo válido pela última rodada da Copa Sul-Americana. Apesar da eliminação da equipe na fase de grupos, Cano chegou a 18 gols em 2022, passando o ídolo tricolor Darío Conca, em 2014, e Yony González, em 2019, entrando para o ranking dos maiores estrangeiros artilheiros por temporada pelo Tricolor das Laranjeiras. Além disso, Germán Cano empatou com Hulk e Raphael Veiga no ranking dos goleadores do futebol brasileiro deste ano.
No dia 2 de julho, Cano marcou dois gols na goleada por 4 a 0 contra o Corinthians, válida pela 15ª rodada do Campeonato Brasileiro, tornando-se o artilheiro do torneio ao lado de Jonathan Calleri, do São Paulo, e o maior goleador do Brasil em 2022 com 25 gols, superando a marca da temporada de 2020 pelo Vasco da Gama, a qual era 24 gols.
Ao final da temporada, Germán Cano foi o artilheiro do Brasileirão com 26 gols, batendo o recorde de gols de um mesmo jogador numa única edição dos pontos corridos com 20 equipes, superando os 25 gols de Gabriel Barbosa na edição de 2019. Ainda na temporada com a camisa Tricolor, Cano foi artilheiro da Copa do Brasil com cinco gols.
Ao todo na temporada 2022, ele marcou 44 gols, sendo o artilheiro do Brasil no ano e estabelecendo um novo recorde, superando o anterior de 43 gols compartilhado por Gabigol e Neymar.
Cano terminou o ano como terceiro maior artilheiro do futebol mundial, atrás somente de Kylian Mbappé e Erling Haaland.

#### 2023
Em 5 de fevereiro, Germán Cano fez seu primeiro hat-trick do ano num jogo em que o Fluminense venceu o Audax-RJ por 3 a 0 no Maracanã, pelo Campeonato Carioca, sendo estes gols também os seus primeiros na temporada.
Em 13 de fevereiro, Cano marcou os dois gols na vitória do Fluminense sobre o Vasco da Gama por 2 a 0, sendo que o segundo gol foi feito a partir do meio de campo, tornando-se o gol mais bonito da carreira. Com isso, o argentino ultrapassou Romário na artilharia histórica Tricolor, e tornou-se o sexto maior artilheiro do Fluminense no século ao lado de Cícero.
O Fluminense venceu a Portuguesa por 3 a 0, em 25 de fevereiro, no Maracanã, pela 9ª rodada do Campeonato Carioca. Com os dois gols diante da Portuguesa, Germán Cano chegou à marca de 50 gols, depois 51, pelo Fluminense e garantiu seu lugar entre os cinco maiores artilheiros do clube no século XXI. Ele precisou de 77 jogos para chegar aos 51 gols, média de praticamente dois gols a cada três jogos.
Em 4 de março de 2023, Cano marcou seu primeiro gol de pênalti com a camisa tricolor na goleada por 5 a 0 sobre o Bangu, no Estádio Mané Garrincha, em Brasília, pela 10ª rodada do Campeonato Carioca. Como fez outro gol na partida, o argentino chegou aos 53 pelo clube, ultrapassou Tuta e tornou-se o quarto maior artilheiro do Fluminense no século.
No dia 18 de março, Cano anotou seu primeiro poker-trick na vitória do Fluminense contra o Volta Redonda  por 7–0, partida válida pela semifinal do Campeonato Carioca no Maracanã, classificando o Tricolor das Laranjeiras para sua quarta final consecutiva. Com os quatro gols marcados na goleada, Germán Cano ultrapassou a marca de 100 gols jogando por clubes brasileiros.
Em 5 de abril, pela estreia na Copa Libertadores da América, Germán Cano fez os dois gols na virada por 3–1 contra o Sporting Cristal, sendo essa partida válida pela fase de grupos da competição continental. Com isso, Cano entrou para o top 5 dos artilheiros na história do clube na Libertadores.
Em 9 de abril, Cano marcou dois gols no jogo de volta da final do Campeonato Carioca contra o Flamengo, onde terminou com a vitória por 4–1, ganhando o bicampeonato. Após a final, o argentino tornou-se o craque e artilheiro do campeonato com 16 gols marcados.[carece de fontes?]
No dia 2 de maio, com o Fluminense enfrentando o River Plate, da Argentina, Germán Cano marcou o segundo hat-trick numa vitória histórica por 5 a 1, com o jogo válido pela terceira rodada da fase de grupos da Libertadores. Com esse resultado, tornou-se o segundo maior artilheiro do Flu na Copa Libertadores com 8 gols ultrapassando Washington e Thiago Neves, apenas atrás de Fred, com 15.
No dia 19 de agosto, após marcar um dos gols da vitória sobre o América Mineiro por 3 a 1, Cano ultrapassou novamente Fred, porém dessa vez na artilharia do Novo Maracanã, adquirindo 43 gols superando os 42 do ídolo tricolor, tornando-se o maior artilheiro do Tricolor das Laranjeiras desde a reforma do estádio.
Em 31 de agosto, com a vitória do Fluminense sobre o Olimpia por 3 a 1 em pelo Defensores Del Chaco, Germán Cano marcou os dois gols entre os três, participando diretamente de quatro dos cinco gols marcados pelo Tricolor no agregado pelas quartas de final da Copa Libertadores da América e na classificação para às semifinais. Cano marcou três vezes e deu uma assistência, e isolou-se como o maior artilheiro da edição com nove gols, ultrapassando o Paulinho, do Atlético Mineiro, com sete.
No jogo de ida da semifinal da Libertadores contra o Internacional, Cano teve mais uma grande atuação, marcando duas vezes no empate por 2–2 no Maracanã, tendo o Fluminense um jogador a menos desde o fim do primeiro tempo após a expulsão de Samuel Xavier. No jogo de volta, marcou o gol da virada aos 87 minutos, na vitória por 2–1 no Beira-Rio, garantindo a classificação do Fluminense para a final da competição após 15 anos, e tendo até então, 12 gols. Também chegou a 15 gols pelo clube na competição, igualando a marca de Fred.
No dia 4 de novembro de 2023, o Fluminense enfrentou o Boca Juniors no Maracanã, na grande final da Libertadores. Cano marcou o primeiro gol após receber passe de Keno, acertando um chute de primeira dentro da área. O Tricolor venceu a partida por 2–1 na prorrogação, e conquistou o título inédito da competição. Terminou como artilheiro com 13 gols, se isolando como maior artilheiro do clube na história da competição, com 16 gols ao todo em apenas duas edições, ultrapassando o ídolo Fred. No dia 29/11/2023, Cano marcou 1 gol na vitória do Fluminense sobre o Santos e chegou a 40 gols na temporada. Sendo assim, o argentino igualou feitos de Pelé, Romário, Zico e Roberto Dinamite, atingindo a marca de 40 gols ou mais em duas temporadas consecutivas no futebol brasileiro.
Em 28 de dezembro,  Germán Cano foi um dos quatro indicados ao prêmio Rei da América, concedido pelo jornal uruguaio El País. Os outros indicados foram Jhon Arias, De La Cruz e Luís Suárez. Já no dia 31 de dezembro, o jornal El País divulgou que Germán Cano foi eleito o melhor jogador da América e recebeu o prêmio Rei da América.

#### 2024
Após duas temporadas excelentes, o ano de 2024 foi o pior em desempenho de sua carreira. Ao longo da temporada, o atleta sofreu 3 lesões, sendo uma entorse no joelho direito e duas vezes no pé direito, ficando dias sem atuar e prejudicando seu desempenho. O atleta teve um jejum de 5 meses sem marcar um gol, que foi encerrado na vitória contra o Atlhetico Paranaense por 1 a 0, no Maracanã, gol importante que foi essencial para o tricolor carioca se afastar da zona de rebaixamento do Campeonato Brasileiro. Cano ainda comentou que Felipe Melo, também atleta da equipe, foi quem mais aconselhou em seu momento de seca. Outro fator que pesou na temporada abaixo do esperado, é que o atleta teve muita dificuldade para se encaixar no esquema tático proposto pelo treinador Mano Menezes. O atacante encerrou 2024 com apenas 7 tentos em 42 jogos.

#### 2025
Depois de um 2024 turbulento e prejudicado por lesões, Cano fez uma intensa preparação física para a temporada de 2025, compartilhando alguns dos treinamentos em suas redes sociais. O impacto foi percebido imediatamente, com o argentino se destacando no aspecto físico, apesar de sua idade mais avançada e do início antecipado do Campeonato Carioca. 
Em sua estreia na temporada, em 23 de janeiro, Cano marcou dois gols na vitória por 3 a 1 sobre a Portuguesa, sendo um deles de pênalti. O jogador voltou a marcar na derrota por 2 a 1 para o Botafogo, no dia 29 de janeiro, novamente de pênalti, mostrando uma melhora na qualidade de suas cobranças, aspecto pelo qual foi duramente criticado anteriormente por "não saber bater". Em 5 de fevereiro, marcou na vitória por 2 a 1 contra o Vasco da Gama.
Em 26 de fevereiro, marcou duas vezes na goleada histórica sobre o Águia de Marabá por 8 a 0, em partida válida pela primeira fase da Copa do Brasil. Cano chegou aos 7 gols na temporada, igualando a marca da temporada anterior, na qual sofreu com lesões e seca de gols, com 33 jogos a menos.
No dia 5 de março, Germán Cano chegou ao seu centésimo gol com a camisa tricolor. O jogador marcou duas vezes na vitória por 2 a 1 sobre o Caxias, em partida válida pela segunda fase da Copa do Brasil. O jogador foi o primeiro desde Fred a concluir o feito pelo Fluminense.
Já em 1 de abril, Cano marcou o único gol da partida contra o Once Caldas, válida pela primeira rodada da fase de grupos da Copa Sul-Americana. Com isso, tornou-se carrasco do time colombiano ao marcar 12 gols em 14 jogos disputados contra o mesmo time. Além disso, virou o maior artilheiro da história do clube nas competições internacionais com 21 gols, superando Fred, que marcou 20 vezes. Na partida seguinte, contra o GV San José, marcou duas vezes e ultrapassou o ídolo tricolor também em total de gols na "Sula", reinando absoluto com 6 tentos.

## Vida pessoal
Germán Cano é casado com Rocio, com quem teve um filho, Lorenzo, nascido na Colômbia. Comumente o atacante comemora seus gols fazendo o símbolo de "L" com as mãos, em homenagem a Lorenzo.
Em fevereiro de 2023, quando revelou que seria pai de uma menina, o jogador chegou a pedir à torcida do Fluminense para que sugerissem nomes com a letra "L". Seis meses depois, após Cano fazer um dos gols da virada sobre o América Mineiro, fez o "duplo L" em comemoração ao nascimento de sua filha Leonella, que seria uma junção dos nomes de Lionel Messi e sua esposa Antonella.

## Filantropia
Em maio de 2021, Germán Cano promoveu um leilão de peças pessoais autografadas e usou o dinheiro arrecadado para a compra de cestas básicas que foram distribuídas aos moradores da comunidade do Tuiuti, em São Cristóvão, no Rio de Janeiro.
Em 27 de junho de 2021, na vitória do Vasco por 2 a 1 sobre o Brusque, pela Série B, Germán Cano abriu o placar e comemorou o gol levantando a bandeira de escanteio que continha as cores da bandeira LGBT, sendo advertido com cartão amarelo logo em seguida. A comemoração, no entanto, foi bem recebida pelo público e rapidamente viralizou na internet e na imprensa, repercurtindo, inclusive, no exterior. Internautas, jornalistas e jogadores celebraram a atitude do atacante. No dia seguinte, Cano inseriu um filtro arco-íris em sua foto de perfil nas redes sociais, prestando uma nova homenagem ao público LGBT. Dias depois, veículos de imprensa repercurtiram a história de um torcedor vascaíno que decidiu fazer uma tatuagem eternizando a comemoração de Germán Cano.
Em outubro de 2021, após o futebolista australiano Josh Cavallo, do Adelaide United, revelar publicamente a sua homossexualidade, Germán Cano enviou mensagem de apoio ao jogador e o presenteou com uma camisa especial do Vasco em homenagem à comunidade LGBT.

## Estatísticas
Atualizadas até 16 de agosto de 2025.
| Clube                  | Temporada         | Campeonato nacional | Campeonato nacional | Campeonato nacional | Copa nacional[a] | Copa nacional[a] | Copa nacional[a] | Competições continentais[b] | Competições continentais[b] | Competições continentais[b] | Outros torneios[c] | Outros torneios[c] | Outros torneios[c] | Total | Total | Total   |
| Clube                  | Temporada         | Jogos               | Gols                | Assist.             | Jogos            | Gols             | Assist.          | Jogos                       | Gols                        | Assist.                     | Jogos              | Gols               | Assist.            | Jogos | Gols  | Assist. |
| ---------------------- | ----------------- | ------------------- | ------------------- | ------------------- | ---------------- | ---------------- | ---------------- | --------------------------- | --------------------------- | --------------------------- | ------------------ | ------------------ | ------------------ | ----- | ----- | ------- |
| Lanús                  | 2008              | 11                  | 2                   | 0                   | —                | —                | —                | 4                           | 0                           | 0                           | —                  | —                  | —                  | 15    | 2     | 0       |
| Lanús                  | 2009              | 6                   | 0                   | 0                   | —                | —                | —                | 3                           | 0                           | 0                           | —                  | —                  | —                  | 9     | 0     | 0       |
| Lanús                  | Total             | 17                  | 2                   | 0                   | —                | —                | —                | 7                           | 0                           | 0                           | —                  | —                  | —                  | 24    | 2     | 0       |
| Chacarita Juniors      | 2010              | 18                  | 1                   | 1                   | —                | —                | —                | —                           | —                           | —                           | —                  | —                  | —                  | 18    | 1     | 1       |
| Chacarita Juniors      | Total             | 18                  | 1                   | 1                   | —                | —                | —                | —                           | —                           | —                           | —                  | —                  | —                  | 18    | 1     | 1       |
| Colón                  | 2010              | 5                   | 0                   | 0                   | —                | —                | —                | —                           | —                           | —                           | —                  | —                  | —                  | 5     | 0     | 0       |
| Colón                  | Total             | 5                   | 0                   | 0                   | —                | —                | —                | —                           | —                           | —                           | —                  | —                  | —                  | 5     | 0     | 0       |
| Deportivo Pereira      | 2011              | 18                  | 10                  | 3                   | —                | —                | —                | —                           | —                           | —                           | —                  | —                  | —                  | 18    | 10    | 3       |
| Deportivo Pereira      | Total             | 18                  | 10                  | 3                   | —                | —                | —                | —                           | —                           | —                           | —                  | —                  | —                  | 18    | 10    | 3       |
| Nacional               | 2012              | 12                  | 2                   | 0                   | —                | —                | —                | 6                           | 2                           | 0                           | —                  | —                  | —                  | 18    | 4     | 0       |
| Nacional               | Total             | 12                  | 2                   | 0                   | —                | —                | —                | 6                           | 2                           | 0                           | —                  | —                  | —                  | 18    | 4     | 0       |
| Independiente Medellín | 2012              | 19                  | 9                   | 0                   | —                | —                | —                | —                           | —                           | —                           | —                  | —                  | —                  | 19    | 9     | 0       |
| Independiente Medellín | 2013              | 30                  | 15                  | 4                   | 4                | 1                | 0                | —                           | —                           | —                           | —                  | —                  | —                  | 34    | 16    | 4       |
| Independiente Medellín | 2014              | 43                  | 27                  | 9                   | 3                | 2                | 0                | —                           | —                           | —                           | —                  | —                  | —                  | 46    | 29    | 9       |
| Independiente Medellín | 2018              | 47                  | 32                  | 6                   | 2                | 1                | 0                | 1                           | 1                           | 0                           | —                  | —                  | —                  | 50    | 34    | 6       |
| Independiente Medellín | 2019              | 37                  | 34                  | 1                   | 8                | 6                | 1                | 2                           | 1                           | 0                           | —                  | —                  | —                  | 47    | 41    | 2       |
| Independiente Medellín | Total             | 176                 | 117                 | 20                  | 17               | 10               | 1                | 3                           | 2                           | 0                           | —                  | —                  | —                  | 196   | 129   | 21      |
| Pachuca                | 2014–15           | 14                  | 4                   | 1                   | —                | —                | —                | 2                           | 1                           | 0                           | —                  | —                  | —                  | 16    | 5     | 1       |
| Pachuca                | 2016–17           | 11                  | 0                   | 0                   | 5                | 3                | 0                | 1                           | 0                           | 0                           | —                  | —                  | —                  | 17    | 3     | 0       |
| Pachuca                | Total             | 25                  | 4                   | 1                   | 5                | 3                | 0                | 3                           | 1                           | 0                           | —                  | —                  | —                  | 33    | 8     | 1       |
| León                   | 2015–16           | 14                  | 4                   | 0                   | —                | —                | —                | —                           | —                           | —                           | —                  | —                  | —                  | 14    | 4     | 0       |
| León                   | 2016–17           | 29                  | 7                   | 5                   | 5                | 2                | 0                | —                           | —                           | —                           | —                  | —                  | —                  | 34    | 9     | 5       |
| León                   | Total             | 43                  | 11                  | 5                   | 5                | 2                | 0                | —                           | —                           | —                           | —                  | —                  | —                  | 48    | 13    | 5       |
| Vasco da Gama          | 2020              | 34                  | 14                  | 1                   | 6                | 2                | 0                | 3                           | 2                           | 0                           | 8                  | 6                  | 0                  | 51    | 24    | 1       |
| Vasco da Gama          | 2021              | 36                  | 11                  | 2                   | 6                | 1                | 0                | —                           | —                           | —                           | 8                  | 7                  | 1                  | 50    | 19    | 3       |
| Vasco da Gama          | Total             | 70                  | 25                  | 3                   | 12               | 3                | 0                | 3                           | 2                           | 0                           | 16                 | 13                 | 1                  | 101   | 43    | 4       |
| Fluminense             | 2022              | 38                  | 26                  | 3                   | 8                | 5                | 2                | 10                          | 6                           | 1                           | 14                 | 7                  | 1                  | 70    | 44    | 7       |
| Fluminense             | 2023              | 30                  | 10                  | 1                   | 4                | 1                | 0                | 14                          | 13                          | 2                           | 13                 | 16                 | 0                  | 61    | 40    | 3       |
| Fluminense             | 2024              | 27                  | 4                   | 0                   | 1                | 0                | 0                | 9                           | 1                           | 1                           | 5                  | 2                  | 1                  | 42    | 7     | 2       |
| Fluminense             | 2025              | 11                  | 5                   | 0                   | 3                | 4                | 0                | 3                           | 3                           | 0                           | 18                 | 7                  | 1                  | 35    | 19    | 1       |
| Fluminense             | Total             | 106                 | 45                  | 4                   | 16               | 10               | 2                | 36                          | 23                          | 4                           | 50                 | 32                 | 3                  | 208   | 110   | 13      |
| Total na carreira      | Total na carreira | 490                 | 217                 | 37                  | 55               | 28               | 3                | 58                          | 30                          | 4                           | 66                 | 45                 | 4                  | 669   | 320   | 48      |

- a. ^ Jogos da Copa Colômbia, Copa México e Copa do Brasil
- b. ^ Jogos da Copa Libertadores, Liga dos Campeões da CONCACAF, Mundial de Clubes e Copa Sul-Americana
- c. ^ Jogos do Campeonato Carioca

## Títulos
Lanús
- Campeonato Argentino: 2007[31]

Independiente Medellín[carece de fontes?]
- Copa Colômbia: 2019[carece de fontes?]

Fluminense[carece de fontes?]
- Taça Guanabara: 2022 e 2023
- Campeonato Carioca: 2022 e 2023
- Copa Libertadores da América: 2023
- Recopa Sul-Americana: 2024

### Prêmios individuais
- Melhor Jogador do Campeonato Colombiano: 2018 e 2019[carece de fontes?]
- Seleção do Campeonato Colombiano: 2018 e 2019[carece de fontes?]
- Seleção do Campeonato Carioca: 2022, 2023 e 2025[121]
- Seleção do Campeonato Brasileiro: 2022[122]
- Craque da Galera do Campeonato Brasileiro: 2022[123]
- Bola de Prata: 2022[124]
- Melhor Jogador do Campeonato Carioca: 2023[125]
- Seleção da Copa Libertadores da América: 2023[126]
- Equipe Ideal da América (El País): 2023[127]
- Rei da América: 2023[128]
- Indicado a Seleção do Ano da FIFA: 2024 (FIFPro)

### Artilharias
Independiente Medellín
- Campeonato Colombiano: 2012 (9 gols)
- Campeonato Colombiano: 2014 (16 gols)
- Campeonato Colombiano: 2018 (32 gols)
- Campeonato Colombiano: 2019 (13 gols)
- Copa Colômbia: 2019 (6 gols)

Fluminense
- Copa do Brasil de 2022: (5 gols)[129]
- Campeonato Brasileiro de 2022: (26 gols)
- Campeonato Carioca de 2023: (16 gols)
- Copa Libertadores da América de 2023: (13 gols)
- Campeonato Carioca de 2025: (6 gols)

### Recordes
- Maior Artilheiro Estrangeiro do Fluminense: 102 gols[130]
- Maior Artilheiro do Fluminense na Copa Libertadores: 17 gols[131]
- Maior Artilheiro do Fluminense na Copa Sul-Americana: 5 Gols[132]
- Maior Artilheiro do Fluminense em Torneios Internacionais: 21 Gols[133]